# Kasteel van Fougères-sur-Bièvre
Het Kasteel van Fougères (Frans: Château de Fougères-sur-Bièvre) is een kasteel in de Franse gemeente Fougères-sur-Bièvre. 

## Geschiedenis
In 1030 zetelde er een heer in Fougères. De burcht van Fougères was tijdens de Honderdjarige Oorlog in handen van de Engelsen. Toen zij de burcht in 1429 verlieten, was dit niet meer dan een ruïne. Vanaf 1470 liet Pierre de Refuge, voormalig raadsman van prins Karel van Orléans en penningmeester van koning Lodewijk XI, het kasteel heropbouwen. Tussen 1510 en 1520 liet Jean de Villebresme, kleinzoon van Pierre de Refuge, het kasteel verbouwen in renaissancestijl. Hij liet onder andere een overdekte galerij bouwen.
Na de Franse Revolutie werd het kasteel gekocht door René Lambot, die er vanaf 1812 een spinnerij in onderbracht. Dit bleef zo tot 1901.
Het kasteel is een beschermd historisch monument sinds 1912.

## Beschrijving
Ondanks de aanpassingen in de stijl van de renaissance heeft het kasteel zijn uiterlijk van versterkte burcht behouden. Het kasteel is gebouwd met kalkstenen blokken en enkel voor de versieringen werd wit tufkrijt gebruikt.